# Krigsåret 1832

## Pågående krig
- Belgiska upproret (1830-1833)

- Black Hawk-kriget (1832)[1]
  - Indianer på ena sidan.
  - USA på andra sidan.

- Kaukasiska kriget (1817-1864)
  - Imanatet Kaukasus på ena sidan
  - Ryssland på andra sidan

- Portugisiska inbördeskriget (1828-1834)[2]
  - Liberaler på ena sidan
  - Miguelister och Spanien på andra sidan